# Борат: Накнадни филм
Борат накнадни филм: Испорука чудесног мита америчком режиму ради остваривања користи некада славне нације Казахстана је амерички псеудо-документарни филм из 2020. године, режисера Џејсона Волинера, у његовом режисерском дебију. У главној улози је Саша Барон Коен као фиктивни казахстански новинар и телевизијска личност, Борат Сагдијев, док Марија Бакалова глуми његову ћерку Тутар, коју он планира да понуди као мито америчком потпредседнику Мајку Пенсу, у време пандемије ковида-19 и председничких избора у САД 2020. Наставак је филма Борат: Културно уздизање у Америци за прављење користи славне нације Казахстана из 2006. године.
Иако је Барон Коен 2007. објавио да више неће тумачити лик Бората, он је примећен 2019. прерушен, а средином 2020. године је откривено да снима, што је довело до спекулација о другом филму о Борату. Филм је званично најављен у септембру 2020. године, када је студио Амазон стекао дистрибутивна права.
Филм је реализован 23. октобра 2020. године, путем видео услуге на захтев Prime Video. Добио је похвале од критичара, који су посебно похвалили глуму главних ликова, као и коментарисање америчке културе.

## Радња
После четрнаест година присилног рада у гулагу због срамоте нанесене својој земљи у његовој претходној авантури, казахстанског новинара Бората Сагдијева пустио је премијер његове земље, Нурсултан Назарбајев, са мисијом да испоручи казахстанског министра културе (и најпознатијег казахстанског порно-глумца), мајмуна Џонија, америчком председнику Доналду Трампу у покушају да искупи нацију. У немогућности да се приближи Трампу након што је извршио нужду пред Трамповим хотелом у претходном филму, Борат се одлучује да достави мајмуна потпредседнику Мајку Пенсу. Пре него што оде, открива да му је комшија архи-непријатељ, Нурсултан Тулијакбај, украо породицу и кућу, и да има петнаестогодишњу ћерку Тутар која живи у његовој штали.
Борат одлази теретним бродом који кружи широм света и стиже у Галвестон у Тексасу, где открива да је славна личност. Желећи да не привлачи превелику пажњу, Борат купује више костима. Купује мобилни телефон и одлази да дочека Џонија, али открива да је Тутар у Џонијевом сандуку за отпрему и да га је појела. Ужаснут, Борат шаље факс Назарбајеву, који му говори да пронађе начин да задовољи Пенса или ће бити погубљен. Борат одлучује да Тутар преда Пенсу.
Тутар доживљава преображај изгледа и Борат је представља на дебитантском балу. На балу се њена менструална крв видљиво приказује током плеса очева и ћерки. Откривајући да је Пенс у близини на конференцији, Борат се маскира у Трампа и покушава да му тамо преда Тутар, али га обезбеђење избацује. Назарбајев је бесан и говори му да се врати у Казахстан ради погубљења. Схвативши да Тутар и даље може предати некоме блиском Трампу, Тутар предлаже да је преда Рудију Џулијанију.
Будући да се Џулијани хвалио афером са женом која је имала велике груди, Борат доводи Тутар козметичком хирургу који саветује грудне имплантате. Док Борат ради у берберници како би прикупио довољно новца за плаћање пластичне операције, накратко оставља Тутар са бебиситерком која је збуњена Боратовим сексистичким учењима; она објашњава Тутар да су ствари којима ју је њена култура научила лажи. Након што је видела жену како вози аутомобил и први пут успешно мастурбирала, Тутар одлучује да не подлеже операцији и оштро напада Бората због тога што је ју цео живот држао угњетаваном. Пре одласка, она му каже да је Холокауст лаж, цитирајући Фејсбук страницу која негира Холокауст.
Уздрман, Борат одлучује да изврши самоубиство одласком у најближу синагогу одевен у сопствену верзију стереотипног Јеврејина и чекајући следећу пуцњаву, али шокиран је проналаском преживелих из Холокауста који се према њему понашају љубазно и на његово антисемитско одушевљење, уверавају га да се Холокауст догодио. Пресрећан, Борат одлази у потрагу за Тутар, али улице проналази пусте због пандемије ковида 19. Одлази у карантин са два десничарска теоретичара завере који му нуде помоћ да пронађе Тутар. Тутар проналазе на интернету, она је постала репортерка и извештаваће о скупу против локдауна у Олимпији у Вашингтону.
На митингу, Боратови нови пријатељи се обраћају Тутар рекавши јој да ће јој отац бити убијен уколико она не помогне. Она прихвата и договара интервју на коме ће завести Џулијанија, али без очевог учешћа. Борат разговара са њеном бебиситерком и мења се, схватајући да воли Тутар. Након интервјуа, Џулијани и Тутар одлазе у спаваћу собу након чега Борат интервенише и покушава лично да понуди сексуалне услуге Џулијанију. Борат одлучује да се суочи са погубљењем у Казахстану и Тутар обећава да ће ићи са њим.
Борат је шокиран сазнањем да неће бити погубљен јер га је Назарбајев искористио као освету свету због тога што је исмевао Казахстан. Пре одласка у Сједињене Државе, казахстански званичници заразили су Бората вирусом SARS-CoV-2 преко инјекције „циганских суза”, чинећи га нултим пацијентом пандемије ковида 19. Како су га слали широм света, наставио је да шири вирус. Борат снима Назарбајевљеву изјаву и шаље је Брајану, човеку који му је продао телефон.
Борат и Тутар уцењују Назарбајева да му врати посао и промени казахстанске мизогинске законе. Три месеца касније, Тутар и Борат су тим репортера, а Казахстан има нову традицију, заменивши националну антисемитску трку, бежањем од Американаца. Трка садржи претеране карикатуре Трампових присталица које се претварају да шире ковид 19 и „убијају” лик Ентонија Фаучија. Филм се завршава поруком која подстиче гледаоце да гласају на предстојећим председничким изборима.

## Улоге
| Глумац          | Улога                         |
| --------------- | ----------------------------- |
| Саша Барон Коен | Борат Сагдијев                |
| Марија Бакалова | Тутар Сагдијев                |
| Дани Попеску    | премијер Нурсултан Назарбајев |
| Том Хенкс       | самог себе                    |
| Мануел Вијеру   | др Јамак                      |
| Мирослав Тољ    | Нурсултан Тулијакбај          |
| Рита Вилсон     | саму себе                     |
| Мајк Пенс       | самог себе                    |
| Руди Џулијани   | самог себе                    |